# 納紹爾霍夫酒店

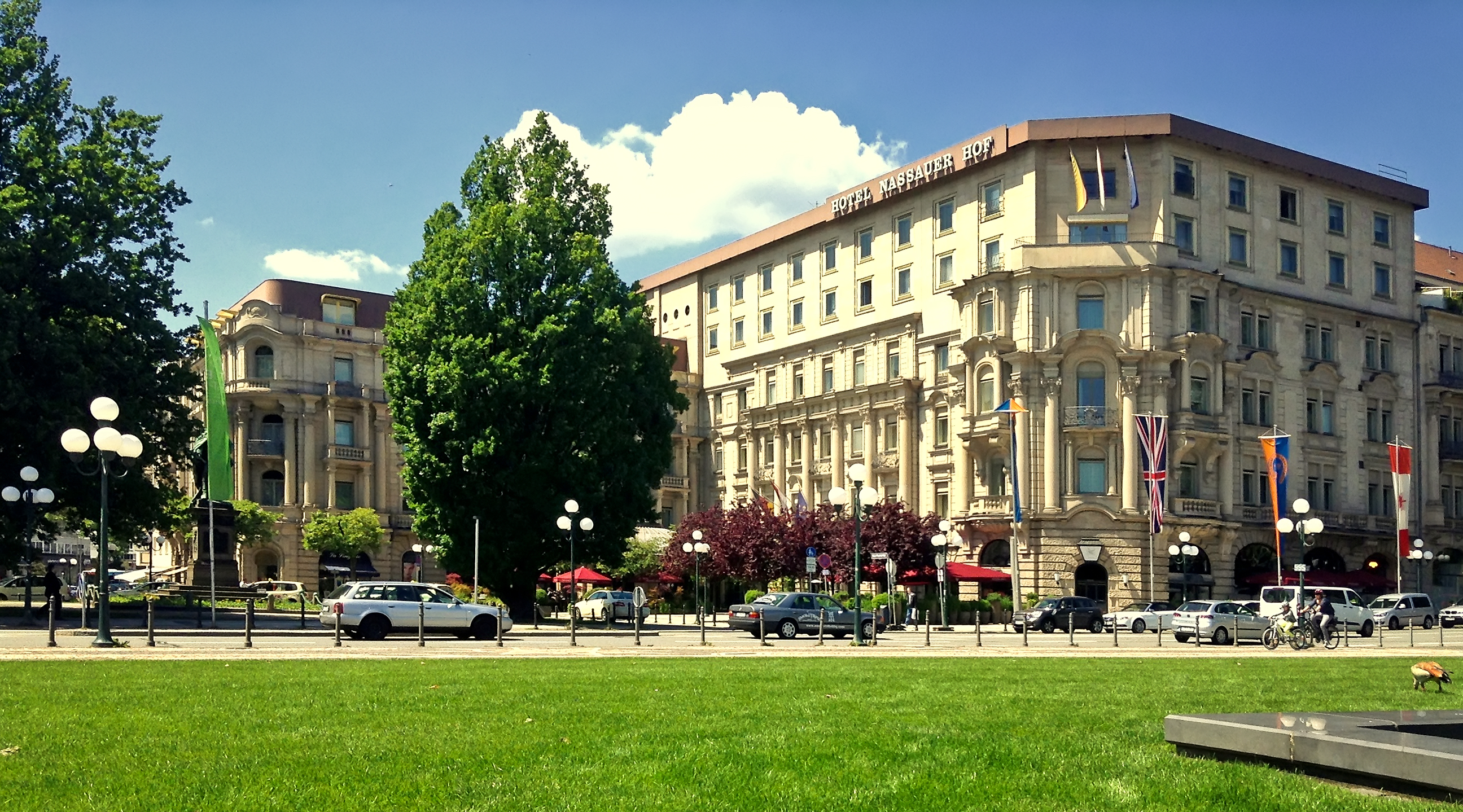

納紹爾霍夫酒店（Nassauer Hof）是德國威斯巴登的一座五星級豪華酒店。這座酒店是世界領導酒店集團的成員之一，建築修建於1813年。納紹爾霍夫酒店的餐廳被評為米其林星級酒店超過30年。

## 外部連結
- 维基共享资源上的相關多媒體資源：納紹爾霍夫酒店
- Official site （页面存档备份，存于） （德語和英語）

50°5′6″N 8°14′39″E / 50.08500°N 8.24417°E